# Фоминка (Тацинский район)
Фоминка — хутор в Тацинском районе Ростовской области.
Входит в состав Ермаковского сельского поселения.
Население 133 человека.

## География

### Улицы
- ул. Кавказская,
- ул. Лесная,
- ул. Молодёжная.

## Население
| 2010 |
| ---- |
| 124  |